# Maleriraptor
Maleriraptor (lladre de Maleri) és un gènere de dinosaures herrerasaures que van viure durant el Triàssic superior en el que avui en dia és Índia, concretament, la formació Maleri Superior. Les restes fòssils de Maleriraptor van ser descobertes el 1985, descrites el 2011, classificant-se com a dinosauromorf, va ser classificat com a herrerasaure indeterminat el 2021 i es va convertir en gènere nou l'any 2025. Només consta d'una espècie, Maleriraptor kuttyi, en honor a Tharavat S. Kutty, descobridor dels fòssils i qui el va descriure.